# 酒井治彦
酒井 治彦（さかい はるひこ、1917年 - 1944年2月） は、日本の元アマチュア野球選手。佐賀県出身。

## 来歴・人物
佐賀中学（現・佐賀県立佐賀西高等学校）を経て、1936年早稲田大学に入学、東京六大学リーグ戦でも投手として出場した。しかし早大卒業後応召され、1944年2月、南方諸島（正確な死没地、没月日は不明）で戦死した。享年26。
東京ドーム内の野球殿堂博物館にある戦没野球人モニュメントに、同郷で、高校・大学の先輩である鶴崎俊篤と共に、彼の名前が刻まれている。